# Distretto di Brindisi
- San Pancrazio Salentino: costituito in comune autonomo nel 1839 per distacco da Torre Santa Susanna;
- Villa Castelli: costituito in comune autonomo nel 1926 per distacco da Francavilla Fontana;
- San Michele Salentino costituito in comune autonomo nel 1928 per distacco da San Vito dei Normanni.

Il distretto di Brindisi, precedentemente distretto di Mesagne, fu una circoscrizione amministrativa di secondo livello del Regno di Napoli e, quindi, del Regno delle Due Sicilie. Il distretto, subordinato alla provincia di Terra d'Otranto, era costituito da 16 comuni e 3 uniti.

## Istituzione e soppressione
Fu costituito nel con la legge 132 del 1806 Sulla divisione ed amministrazione delle province del Regno, varata l'8 agosto di quell'anno da Giuseppe Bonaparte. Dal 1º gennaio 1814, in seguito a quanto disposto dal decreto n. 1697 del 21 aprile 1813 Per la formazione d'un quarto distretto nella provincia di Terra d'Otranto, a firma del sovrano Gioacchino Murat, il capoluogo del distretto fu spostato da Mesagne a Brindisi, assumendo, la circoscrizione, il nome del nuovo capoluogo. Dopo l'occupazione garibaldina e l'annessione al Regno di Sardegna, del 1860, e con la proclamazione del Regno d'Italia, del 1861, l'ente fu soppresso.

## Suddivisione in circondari
Il distretto di Brindisi, come gli altri distretti del reame, era suddiviso in successivi livelli amministrativi gerarchicamente dipendenti dal precedente. Al livello immediatamente successivo, infatti, vi erano i circondari, che, a loro volta, erano costituiti da comuni.
Le funzioni dei circondari riguardavano esclusivamente l'amministrazione della giustizia. Tali circoscrizioni, che costituivano il terzo livello amministrativo dello stato, delimitavano un ambito territoriale che abbracciava, generalmente, uno o più comuni, tra i quali veniva individuato un capoluogo. In particolare, il distretto di Brindisi era suddiviso in 8 circondari, ciascuno dei quali includeva uno o più comuni.
Elenco dei circondari:
- Circondario di Brindisi:
Brindisi (borgo aggregato Tuturano)
- Circondario di Salice:
Salice, Veglie, Guagnano (borgo aggregato Villa Baldassarri o Baldassarre), San Donaci
- Circondario di San Vito:
San Vito[5], Carovigno
- Circondario di Oria:
Oria, San Pancrazio[6], Torre Santa Susanna, Erchie
- Circondario di Francavilla:
Francavilla (borgo aggregato Villa Castelli)
- Circondario di Mesagne:
Mesagne, Latiano
- Circondario di Ostuni:
Ostuni
- Circondario di Ceglie:
Ceglie

Al momento della sua istituzione, il distretto includeva anche il circondario di Campi, che, nel 1814, contestualmente al cambio di capoluogo e alla riorganizzazione della suddivisione amministrativa della Provincia di Terra d'Otranto, fu aggregato al distretto di Lecce. Il circondario di Campi, così come definito dal decreto n. 922 del 4 maggio 1811, era così composto:
- Circondario di Campi:
Campi, Squinzano (borgo aggregato Torchiarolo), San Pietro Vernotico (borgo aggregato Cellino)